# Pietroso
Pietroso est une commune française située dans la circonscription départementale de la Haute-Corse et le territoire de la collectivité de Corse. Elle appartient à l'ancienne piève de Castello.

## Géographie
La commune appartient à l'ancienne piève de Castello.
Ses habitants sont appelés les Piétrosais et les Piétrosaises.
La commune s'étend sur 25,8 km2 et compte 258 habitants depuis le dernier recensement de la population datant de 2004. Avec une densité de 10 habitants par km², Pietroso a subi une forte baisse de 10,9 % de sa population par rapport à 1999.
Situé à 555 mètres d'altitude, le village de Pietroso a pour coordonnées géographiques : latitude  42° 9' 24″ nord et longitude  9° 16' 13″ est.
La commune est proche du parc naturel régional de Corse à environ 7 km.

### Communes limitrophes
| Vezzani | Vezzani  | Vezzani     |
| Ghisoni | Pietroso | Aghione     |
| Ghisoni | Ghisoni  | Ghisonaccia |

## Urbanisme

### Typologie
Au 1er janvier 2024, Pietroso est catégorisée commune rurale à habitat dispersé, selon la nouvelle grille communale de densité à sept niveaux définie par l'Insee en 2022.
Elle est située hors unité urbaine et hors attraction des villes,.

### Occupation des sols
L'occupation des sols de la commune, telle qu'elle ressort de la base de données européenne d’occupation biophysique des sols Corine Land Cover (CLC), est marquée par l'importance des forêts et milieux semi-naturels (89,3 % en 2018), néanmoins en diminution par rapport à 1990 (91,8 %). La répartition détaillée en 2018 est la suivante : 
forêts (79,9 %), milieux à végétation arbustive et/ou herbacée (7,6 %), cultures permanentes (5,2 %), zones agricoles hétérogènes (3,5 %), zones urbanisées (2 %), espaces ouverts, sans ou avec peu de végétation (1,8 %). L'évolution de l’occupation des sols de la commune et de ses infrastructures peut être observée sur les différentes représentations cartographiques du territoire : la carte de Cassini (XVIIIe siècle), la carte d'état-major (1820-1866) et les cartes ou photos aériennes de l'IGN pour la période actuelle (1950 à aujourd'hui).

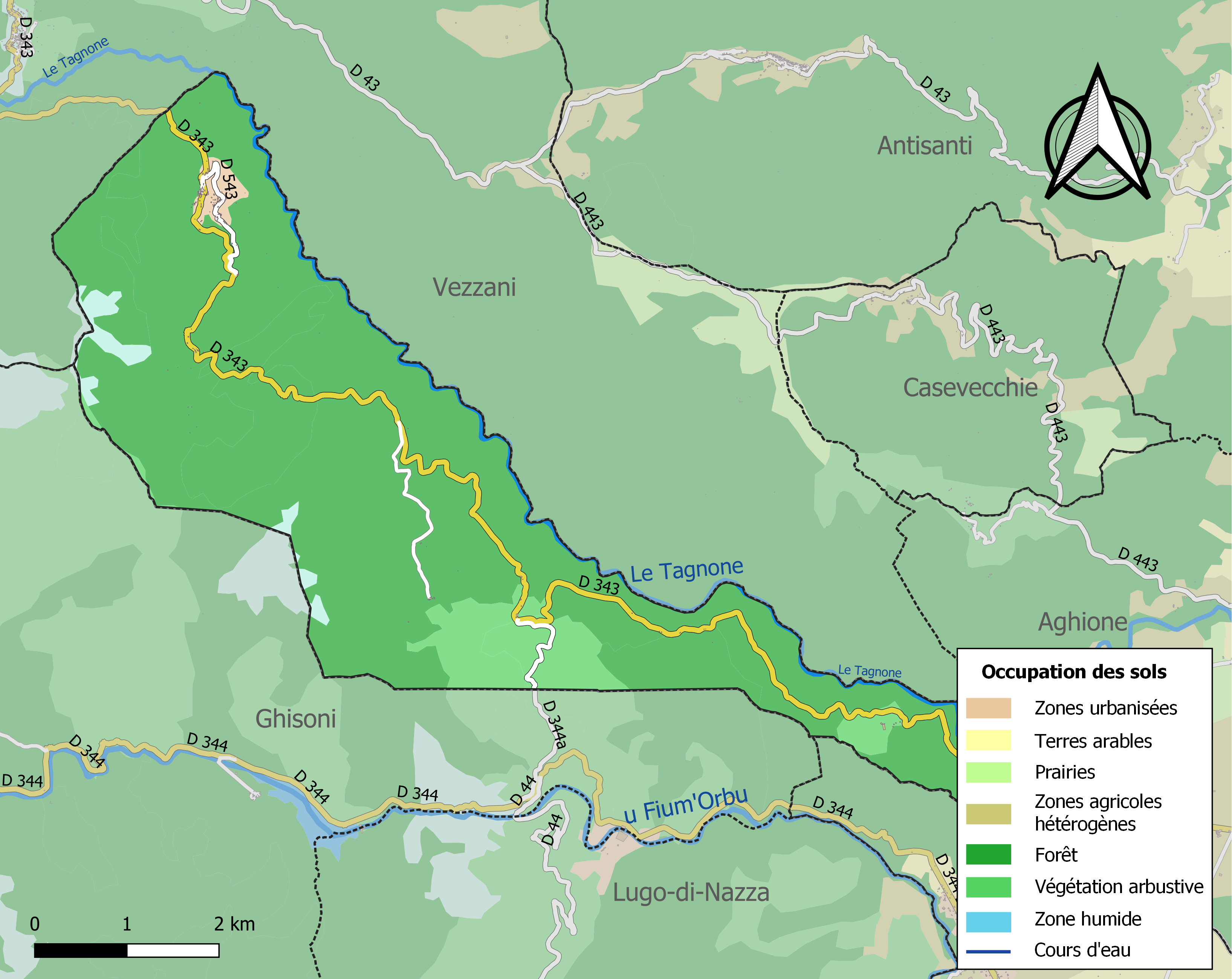
Carte des infrastructures et de l'occupation des sols de la commune en 2018 (CLC).

## Politique et administration
| Période                                  | Période  | Identité                 | Étiquette | Qualité                                          |
| ---------------------------------------- | -------- | ------------------------ | --------- | ------------------------------------------------ |
| mars 2008                                | En cours | Marie-Antoinette Filippi | DVD       | Fonctionnaire - maire conseillère départementale |
| Les données manquantes sont à compléter. |          |                          |           |                                                  |

## Démographie
L'évolution du nombre d'habitants est connue à travers les recensements de la population effectués dans la commune depuis 1800. Pour les communes de moins de 10 000 habitants, une enquête de recensement portant sur toute la population est réalisée tous les cinq ans, les populations de référence des années intermédiaires étant quant à elles estimées par interpolation ou extrapolation. Pour la commune, le premier recensement exhaustif entrant dans le cadre du nouveau dispositif a été réalisé en 2004.

En 2022, la commune comptait 350 habitants, en évolution de +35,66 % par rapport à 2016 (Haute-Corse : +5,15 %, France hors Mayotte : +2,11 %).
| 1800 | 1806 | 1821 | 1831 | 1836 | 1841 | 1846 | 1851 | 1856 |
| ---- | ---- | ---- | ---- | ---- | ---- | ---- | ---- | ---- |
| 383  | 298  | 470  | 537  | 556  | 536  | 494  | 505  | 529  |

| 1861 | 1866 | 1872 | 1876 | 1881 | 1886 | 1891 | 1896 | 1901 |
| ---- | ---- | ---- | ---- | ---- | ---- | ---- | ---- | ---- |
| 507  | 536  | 557  | 553  | 539  | 543  | 602  | 634  | 567  |

| 1906 | 1911 | 1921 | 1926 | 1931 | 1936 | 1946 | 1954 | 1962 |
| ---- | ---- | ---- | ---- | ---- | ---- | ---- | ---- | ---- |
| 592  | 601  | 548  | 532  | 533  | 524  | 522  | 335  | 261  |

| 1968 | 1975 | 1982 | 1990 | 1999 | 2004 | 2006 | 2009 | 2014 |
| ---- | ---- | ---- | ---- | ---- | ---- | ---- | ---- | ---- |
| 263  | 271  | 277  | 309  | 287  | 279  | 272  | 242  | 251  |

| 2019 | 2022 | - | - | - | - | - | - | - |
| ---- | ---- | - | - | - | - | - | - | - |
| 350  | 350  | - | - | - | - | - | - | - |

## Lieux et monuments
Un bar, une piscine, un terrain de tennis, une chapelle, une église.
- Église Saint-Laurent de Pietroso.

## Personnalités liées à la commune
- Noëlle Vincensini, présidente du collectif antiraciste de Corse Ava Basta. Militante au passé prestigieux, elle mène dans des conditions souvent difficiles une action pour les droits de l’homme.
- Noël Carlotti (1900-1966), résistant, né à Pietroso où il est enterré, aumônier du camp de concentration de Watenstedt (satellite de Neuengamme), président national de la Fédération des amicales de réseaux « Renseignement et évasion », Commandeur de la Légion d'honneur (décret du 26 juillet 1957[10]) et titulaire de la médaille de la Résistance française[11].
- Jean-Claude Mariani, Président de l'APCIG (Association professionnelle des chroniqueurs et informateurs de la gastronomie et du vin), il a été journaliste à la Revue des Deux Mondes et à Pariscope. Il collabore aujourd'hui au magazine en ligne ParisGourmand.com, au magazine Tentation et au guide Best restaurants Paris.
- François Luciani, réalisateur de films.